# 카롤 메츠
카롤 메츠(에스토니아어: Karol Mets, 1993년 5월 16일 ~ )는 에스토니아의 축구 선수로 현재 독일 분데스리가의 FC 장크트파울리에서 센터백 겸 수비형 미드필더로 활약하고 있으며 에스토니아 대표팀 주장이자 FIFA 센추리클럽에 가입한 16명의 에스토니아 선수 중 한명이다.

## 구단 경력

### 툴레비크
메츠는 툴레비크 유스 시스템을 거쳐 클럽의 리저브 팀인 툴레비크 II와 워리어에서 활약했다.

### 플로라
2010년 11월, 메츠는 프리시즌 훈련을 위해 플로라의 1군 선수단에 포함되었다. 그는 2011년 3월 1일 에스토니아 슈퍼컵 경기에서 레바디아를 상대로 클럽 데뷔 전을 치렀다. 플로라는 승부차기에서 5-3으로 이겼다. 메츠는 2011년 4월 2일 1-0으로 이긴 쿠레사레와의 원정 경기에서 메이스트릴리가 데뷔 전을 치렀다. 그는 곧 카를 팔라투와 함께 플로라의 1선발 센터로 자리매김했다. 메츠는 플로라가 2011년 메이스트릴리가 타이틀을 따는데 도움을 주었다.

### NAC 브레다
2017년 7월 31일, 메츠는 약 10만 유로의 이적료로 에레디비시의 NAC 브레다에 3년간 비공개 계약을 맺었다. 2017년 8월 12일, SBV 피테서와의 원정 경기에서 아르노 베르슈렌과 하프타임 교체로 출전하면서 에레디비시 데뷔 전을 치렀다. 메츠는 2017년 9월 20일, KNVB 베커르 1라운드에서 아킬레스 '29에게 4-3으로 패한 경기에서 NAC 브레다에서 첫 골을 넣었다.

### AIK
2019년 3월 14일, 메츠는 스웨덴 챔피언 AIK와 30만 유로의 이적료에 3년 계약을 체결했다. 2019년 3월 31일, 그는 0-0으로 비긴 외스테르순드와의 홈경기에서 알스벤스칸 데뷔 전을 치렀다.

### 알이티파크
2020년 10월 2일, 메츠는 사우디아라비아의 알이티파크와 3년 계약을 체결했다.

### CSKA 소피아
2021년 8월 10일, 메츠는 불가리아의 CSKA 소피아와 2021-22 시즌이 끝날 때까지 계약을 체결했다.

### 취리히
2022년 1월 7일, 메츠는 스위스의 취리히와 2024년 6월까지 계약했다.

### 장크트파울리
2023년 1월 5일, 메츠는 2. 분데스리가의 장크트파울리에 입단하여 시즌이 끝날 때까지 임대 계약을 체결했다.
시즌이 끝난 후, 장크트파울리는 메츠를 인수하기로 결정했다.

## 국가대표팀 경력
메츠는 에스토니아 U-17, U-18, U-19, U-21 국가대표팀으로 출전해 왔다. 메츠는 2012년 UEFA U-19 축구 선수권 대회에서 에스토니아 U-19 국가대표팀에 이름을 올렸다. 메츠는 조별 리그 경기마다 출전했지만 에스토니아가 포르투갈, 그리스, 스페인과의 3경기에서 모두 패해 4강 진출에 실패했다.
메츠는 2013년 11월 19일, 3-0으로 이긴 리히텐슈타인과의 친선 경기에서 에스토니아 국가대표팀으로 성인 국가대표 데뷔 전을 치렀다.